# Moondance
Moondance ist das dritte Soloalbum des nordirischen Sängers und Songwriters Van Morrison und wurde im Februar 1970 veröffentlicht. Es vereint die Stilrichtungen des Rhythm and Blues, Folk, Pop und Soul, wobei auch Einflüsse aus dem Jazz zu erkennen sind, besonders im Titelsong.

## Hintergrund
Eingespielt wurde Moondance zwischen August und Dezember 1969 in den A & R Studios in New York City. Erstmals agierte Van Morrison selbst als Musikproduzent, unterstützt wurde er von Lewis Merenstein, welcher bereits den Vorgänger Astral Weeks produzierte. Das Album feiert das ländliche Leben mit Geschichten vom unschuldigen Aufwachsen auf dem Land. Den Anfang macht And It Stoned Me, das die Stimmung für das Album vorgibt, indem es von der nostalgischen Trauer nach dem Verlassen der ländlichen Umgebung erzählt. Lieder wie And It Stoned Me, Caravan und Into the Mystic werden gemischt mit zarten Balladen wie Crazy Love und Moondance.
Moondance hatte seine höchste Chartplatzierung als Nummer 29 der Billboard-Pop-Album-Charts, während die einzige Hitsingle Come Running Platz 39 der Pop-Single-Charts erreichte. Die zwei bekanntesten Titel auf dem Album, der Titelsong und Into The Mystic, verkauften sich als Single nur mäßig, wobei Moondance Platz 92 erreichte und Into The Mystic überhaupt nicht platziert war. Dennoch gehören beide Lieder mittlerweile zum Standardrepertoire vieler Classic-Rock-Radiosender. Sie wurden auch von zahlreichen anderen Künstlern gecovert.
Auf der originalen LP-Version des Albums war das Albumcover aufklappbar, was A Fable zum Vorschein brachte, eine kurze Fabel aus der Feder von Morrisons damaliger Ehefrau Janet Planet. Die Fabel handelt von einem jungen Mann und seinen Gaben.

## Veröffentlichung
Warner Bros. Records veröffentlichte Moondance am 28. Februar 1970 auf Langspielplatte. 1984 erschien das Album erstmals auf CD. Am 22. Oktober 2013 brachte Warner die „Expanded Edition“ auf den Markt, welche neben einem neuen Remaster von Moondance auch bislang unveröffentlichte Studioaufnahmen aus dem Zeitraum September bis Dezember 1969 sowie eine Coverversion von Nobody Knows You When You’re Down and Out auf einer Bonus-CD enthält. Zeitgleich erschien auch die „Deluxe Edition“. Die Sammlerausgabe umfasst 4 CDs mit weiteren Archivaufnahmen. Zudem liegt Moondance in hochauflösender Audioqualität und 5.1-Raumklang auf Blu-ray Disc bei. Am 1. Dezember 2023 folgte eine erweiterte Neuauflage der „Deluxe Edition“ auf 3 LPs und einer Blu-ray Disc, die von Steven Wilson angefertigte Remaster, darunter in Dolby Atmos, enthält.

## Titelliste
Alle Songs stammen aus der Feder von Van Morrison.
Seite A
1. And It Stoned Me – 4:30
2. Moondance – 4:35
3. Crazy Love – 2:34
4. Caravan – 4:57
5. Into the Mystic – 3:25
Seite B
6. Come Running – 2:30
7. These Dreams of You – 3:50
8. Brand New Day – 5:09
9. Everyone – 3:31
10. Glad Tidings – 3:42
Bonustracks (Expanded Edition)
1. Caravan (Take 4) – 5:50
2. Nobody Knows You When You’re Down and Out (Jimmy Cox) – 3:28
3. Into The Mystic (Take 11) – 4:04
4. Brand New Day (Take 3) – 5:24
5. Glad Tidings (Alt. Version) – 3:43
6. Come Running (Take 2) – 4:38
7. Crazy Love (Mono Mix) – 2:39
8. These Dreams Of You (Alt. Version) – 4:00
9. Moondance (Take 22) – 4:51
10. I Shall Sing (Take 7) – 3:12
11. I’ve Been Working (Early Version, Take 5) – 10:24

## Rezeption
Das Magazin Rolling Stone wählte Moondance 2012 auf Platz 66 und 2020 auf Platz 120 der 500 besten Alben aller Zeiten. Into the Mystic belegt Platz 474 und Moondance Platz 231 der 500 besten Songs aller Zeiten.
Pitchfork führt Caravan auf Platz 181 der 200 besten Songs der 1970er Jahre. 2001 wurde Moondance vom US-amerikanischen Fernsehsender VH1 auf Platz 32 der 100 besten Alben aller Zeiten gewählt.
In der Aufstellung der 200 besten Alben aller Zeiten von Uncut erreichte es Platz 138.
1999 wurde Moondance in die Grammy Hall of Fame aufgenommen.
Time nahm es in die Auswahl der 100 wichtigsten Alben auf. Moondance gehört zu den 1001 Albums You Must Hear Before You Die.

## Trivia
Moondance wurde als Unterlegung einer Liebesszene im Film American Werewolf verwendet. Der Song Glad Tidings wurde im Finale der fünften Staffel von Die Sopranos gespielt. Everyone wurde für die Schlussszene und den Abspann von Wes Andersons Film Die Royal Tenenbaums benutzt.